# هوانوردی نیروی زمینی ایالات متحده آمریکا
هوانوردی نیروی زمینی ایالات متحده آمریکا (انگلیسی: United States Army Aviation Branch) شاخه هوانوردی نیروی زمینی ایالات متحده آمریکا و سازمانی اداری است که مسئولیت دکترین، نیروی انسانی و پیکربندی تمام واحدهای هوانوردی نیروی زمینی آمریکا را برعهده دارد. این سازمان پیش‌تر یکی از شاخه‌های تسلیحات رزمی محسوب می‌شد، اما امروزه مطابق با دکترین سازمانی فعلی نیروی زمینی ایالات متحده، در طبقه‌بندی «مانور، آتش و عملیات» قرار دارد. ستاد فرماندهی هوانوردی نیروی زمینی ایالات متحده در فورت راکر، آلاباما قرار دارد.
پس از آنکه سپاه هوایی ارتش ایالات متحده به نیروی هوایی نیروی زمینی ایالات متحده تبدیل شد، سپس نیروی هوایی ایالات متحده از آن تفکیک گردید، نیروی زمینی تنها با واحدهای هوانوردی بال ثابت خود که هواپیماهای دیده‌بانی تیلورکرافت  را برای واحدهای توپخانه پرواز می‌دادند، باقی ماند. سپس نیروی زمینی با استفاده از هلیکوپتر، مفهوم جدیدی از هوانوردی را توسعه داد که در طول جنگ کره نویدبخش بود و در طول جنگ ویتنام، صحنه نبرد را متحول کرد.